# Ziektecompartimentenmodel
Het ziektecompartimentenmodel is een wiskundig model waarmee de uitbreiding van besmettelijke ziektes kan worden voorspeld. Het is hiermee een hulpmiddel in de epidemiologie.

## Uitgangspunten
Een populatie bevat een groot aantal verschillende individuen, die in verschillende ziektecompartimenten kunnen worden ingedeeld:
- vatbare individuen, die de ziekte nog niet hebben gehad
- latent geïnfecteerde individuen zonder symptomen, die ofwel nog ziek moeten worden of die net lijken te zijn genezen
- besmettelijke individuen
- individuen die de ziekte hebben doorgemaakt en immuun zijn geworden
- individuen die zijn gevaccineerd en de ziekte niet meer kunnen krijgen

Om toch statistische berekeningen uit te kunnen voeren, wordt steeds geprobeerd een gepaste eenvoudige situatie te bepalen.
In de simpelste vorm is er in deze modellen geen ruimtelijke afstand of uitgebreidheid. Het ontstaan van bijvoorbeeld een lokale besmettingshaard kan met zo'n model dus niet expliciet worden beschreven, alleen de deelpopulaties als percentage van de gehele bevolking van een gebied. De modellen kunnen dan worden beschreven met relatief kleine stelsels van gewone differentiaalvergelijkingen, die eenvoudig numeriek op te lossen zijn. Zo zijn ook de grafieken hieronder berekend.
Het is ook mogelijk om wel expliciet de ruimtelijke uitgebreidheid van het systeem op te nemen in de vergelijkingen, of het te beschrijven in termen van metapopulaties.

## SIR-model

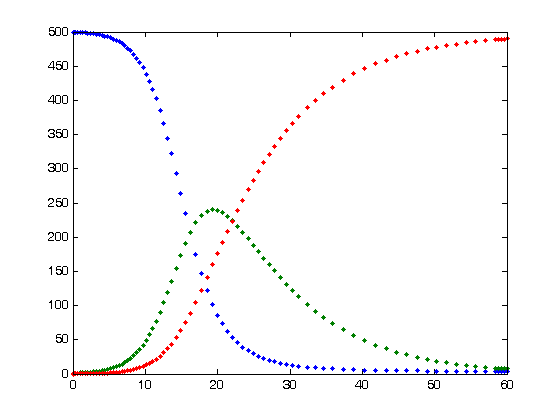
Een epidemie houdt na een tijdje vanzelf op, omdat het aantal vatbare personen te sterk is afgenomen.
, vatbaar
, besmettelijk
, genezen

Het SIR-model is een eenvoudig ziektecompartimentenmodel.
{\displaystyle S\rightarrow I\rightarrow R}
Er worden drie compartimenten onderscheiden: S: vatbaar, susceptible - I: besmettelijk, infectious - R, genezen, recovered. Dit is voor ziekten als mazelen, bof en rodehond een goed en eenvoudig model. Deze letters worden ook gebruikt om het aantal individuen in elk compartiment in de tijd aan te geven: {\displaystyle S(t),I(t)} en {\displaystyle R(t)}. Er kan tussen de compartimenten een overgangssnelheid worden aangegeven: {\displaystyle S{\frac {\lambda }{}}I{\frac {\delta }{}}R}
{\displaystyle \lambda } wordt ook de infectiekracht genoemd. {\displaystyle \delta } is het omgekeerde van de infectieduur {\displaystyle D=1/\delta }.

### Uitbreidingen

#### SEIR-model
{\displaystyle S\rightarrow E\rightarrow I\rightarrow R}
Hier wordt een latente periode toegevoegd: {\displaystyle E} : blootgesteld, exposed

#### MSIR-model
{\displaystyle M\rightarrow S\rightarrow I\rightarrow R}
Hier wordt een periode van maternale immuniteit toegevoegd: {\displaystyle M}, maternale immuniteit, maternally derived immunity

#### Carriertoestand
{\displaystyle S\rightarrow I\rightarrow {\frac {C}{R}}}
Hier wordt een periode toegevoegd waarbij de patiënt asymptomatische drager wordt: {\displaystyle C}, drager, carrier

## SIS-model
{\displaystyle S\leftrightarrow I}

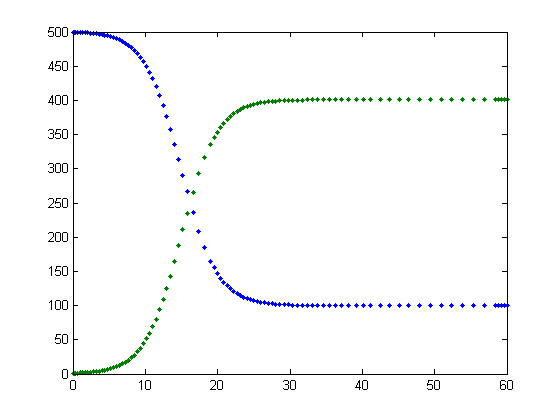
SIS-model: Het aantal vatbare individuen is na bepaalde tijd in evenwicht met het aantal besmettelijke individuen.
, vatbaar
, besmettelijk

Bij sommige infectie treedt geen langdurende immuniteit op, na de infectie worden de individuen toch weer vatbaar.